# Communauté de la Vallée Heureuse
La communauté de la Vallée Heureuse (Happy Valley set) est un groupe hédoniste d'aristocrates anglais et anglo-irlandais, complété par quelques aventuriers, qui colonisent la vallée de la Wanjohi, surnommée  « Vallée Heureuse », située près des monts Aberdare, dans ce qui est à l'époque le Kenya colonial, entre les années 1920 et 1940. Dans les années 1930, le groupe devient célèbre pour son mode vie décadent sur fond de consommation de drogue et de promiscuité sexuelle.

## Histoire
La région autour de Naivasha est l'une des premières à être massivement colonisée par des Blancs, dont certains restent après l'indépendance, au point qu'on l'appelle, aujourd'hui encore, white highlands (« terres des Blancs » ou « hautes-terres des Blancs »), c'est la zone de chasse privilégiée de la communauté, constituée d'« aristocrates mus par un goût immodéré de la chasse, de l’alcool et du sexe. » La ville de Nyeri, à l'Est des monts Aberdare, est le cœur de la communauté.
Les membres notables de la communauté sont Hugh Cholmondeley, 3° Baron Delamere et son fils, Thomas Cholmondeley (4e baron Delamere), Denys Finch Hatton, amant de Karen Blixen, Bror von Blixen-Finecke, époux de la précédente, Jock Delves Broughton et son épouse, Diana Delves Broughton, Josslyn Hay, 22e comte d'Erroll, Idina Sackville, Alice, comtesse de Janzé et son mari le comte Frédéric de Janzé.
Ulf Aschan, auteur d'une biographie de Bror Blixen, décrit les colons de la manière suivante : « Vifs, séduisants, bien élevés [...] les membres de la communauté d'Happy Valley ne cessaient de chercher à se divertir, le plus souvent par l'alcool, la drogue et le sexe,. » Le mode de vie afférent est caractérisé par les « 3 A » : Altitude, Alcool et Adultère,.
L'apogée de la communauté se situe au début des années 1920. La récession de 1929 fait que l'arrivée de nouveaux colons ainsi que l'afflux de nouveaux capitaux sont drastiquement réduits. Néanmoins, en 1939, le Kenya abrite une communauté de Blancs d'environ 21 000 personnes[réf. nécessaire].
Au milieu des années 2000, des descendants des colons de la Vallée Heureuse apparaissent dans l'actualité du fait des ennuis judiciaires de Tom Cholmondeley (en), arrière-petit-fils de Lord Delamere, un des piliers de la communauté,.

## Lieux
La région autour de Naivasha est l'une des premières à être colonisée par les Blancs ; la vallée de la Wanjohi devient la zone de chasse des colons de la Happy Valley,,. Geoffrey Buxton, le premier colon de la zone, est venu de l'aride vallée du Grand Rift, fuyant ses rivières étiques et son vent poussérieux ; trouvant l'endroit idéal pour l'agriculture, il le surnomme Vallée Heureuse. Certains membres vivent dans la ville de Gilgil, au nord du lac Elmenteita.
La ville de Nyeri, à l'est des monts Aberdare, est le cœur de la communauté. La ville baigne dans une atmosphère rappelant un village anglais endormi, impression renforcée par l'air frais et la brume matinale. À Nyeri, l'hôtel Outspan abrite les activités de la communauté ; l'hôtel devient plus tard un lieu de « pèlerinage » pour le mouvement scout car un petit chalet sur le terrain de l'hôtel fut la dernière habitation de Robert Baden-Powell, fondateur du scoutisme.

## Dans la culture
Les agissements de la communauté sont romancés dans le film Sur la route de Nairobi, de 1987 qui traite du meurtre, en 1941, de Josslyn Hay, 22e comte d'Erroll, et du procès de Jock Delves Broughton, accusé du meurtre. Paraissent aussi des livres, dont Child of the Happy Valley, mémoires de Juanita Carberry, adolescente à l'époque, impliquée dans l'affaire Erroll, et The Bolder, de Frances Osborne (en), biographie de son arrière-grand-mère, Idina Sackville.
En 1999, la télévision britannique produit une mini-série, Heat of the Sun, qui traite de la vie des habitants de la Vallée Heureuse.
La vallée et le meurtre d'Erroll servent aussi d'inspiration à un livre policier de 2019, Love and Death Among the Cheetahs et l'auteure irlandaise Lucinda Riley romance la vie de quelques personnalités de la communauté dans son livre La Sœur du soleil.

## Personnalités

### Hugh Cholmondeley,3ebaron Delamere
Parmi les premiers colons britanniques en Afrique de l'Est, se trouve Hugh Cholmondeley, 3e baron Delamere (1870–1931), considéré comme le fondateur de la communauté, impliqué dans les divertissements hédonistes qui font la réputation sulfureuse de la communauté. En 1906, il acquiert une grande ferme, le Soysambu Ranch. Il contribue significativement au développement de l'agriculture kényane et il devient le meneur de la communauté blanche. C'est, dans le même temps, un connaisseur et un admirateur de la société des Maasaï.

### Josslyn Hay,22ecomte d'Erroll
Écossais, et coureur de jupons notoire, Josslyn Victor Hay, 22e comte d'Erroll (1901–1941) abandonne sa carrière diplomatique et scandalise la « bonne société » lorsqu'il s'éprend d'une femme mariée, Lady Idina Sackville ; en 1923, il l'épouse après qu'elle a divorcé, et, en 1924, le couple s'installe dans la Vallée Heureuse, devenant le couple leader de la communauté. Leur maison, Slains, devient le centre de la vie sociale notamment du fait des « orgies » qu'elle abrite. Idina divorce cependant en 1929, car son mari a contracté des dettes en son nom. D'Erroll est engagé dans une relation avec Molly Ramsay-Hill, qu'il épouse en 1930. En 1934, il rejoint la British Union of Fascists. En 1939, il est captain au Kenya Regiment et occupe un poste de « secrétaire militaire » pour l'Afrique de l'Est en 1940.
En 1939, Molly, la femme d'Erroll, décède. Au début de l'année 1940, il rencontre Diana, la jeune épouse de Jock Delves Broughton et ils engagent une relation intime. En janvier 1941, Josslyn Hay est retrouvé dans sa voiture, sur la route près de Nairobi, tué d'une balle dans la tête. Le mari trompé, Delves Broughton, est soupçonné mais il est acquitté lors du procès. Plusieurs livres et films, notamment Sur la route de Nairobi, sont écrits sur le meurtre qui reste officiellement non résolu.

### Lady Idina Sackville
Aristocrate britannique, fille du 8e comte De La Warr et cousine de la poètesse Vita Sackville-West, Myra Idina Sackville (1893–1955) scandalise la « bonne société » lorsqu'elle divorce de son premier mari, Euan Wallace, perdant le droit de voir ses deux fils, lesquels seront tués durant la Seconde Guerre mondiale. Idina abandonne son second mari, le capitaine Charles Gordon pour Josslyn Hay, futur comte d'Erroll, de huit ans son cadet. Ils se rendent au Kenya en 1924, devenant des pionniers du mode de vie décadent de la Vallée Heureuse. Idina se fait connaître en abritant dans sa demeure des soirées, pleines d'alcool, de drogues et de sexe. On prétend qu'elle recevait ses invités nue dans une baignoire d'onyx vert. Après son divorce d'avec le comte d'Erroll, elle se marie deux fois encore,,. Elle meurt en 1955.

### Alice de Janzé
Née Alice Silverthorne (1899–1941), Alice de Janzé est la riche héritière d'une famille de Chicago et Buffalo, fille d'un industriel du textile et nièce du magnat de l'agro-alimentaire J. Ogden Armour. Elle vit à Paris au début des années 1920, mariée au comte Frédéric de Janzé. Le couple rencontre Josslyn Hay, comte d'Erroll, et sa femme, Idina, à Paris. Ces derniers invitent les de Janzé à les rejoindre au Kenya en 1925 et 1926. Les deux couples sont voisins pendant plusieurs mois. Alice entame une relation amoureuse avec Lord Erroll, puis avec Raymond de Trafford. Lorsqu'ils reviennent à Paris, Alice abandonne son mari pour Raymond,.
Alice fait les gros titres de la presse en 1927, lorsqu'elle tire sur Raymond de Trafford puis sur elle-même car il lui avait annoncé ne pas pouvoir l'épouser à cause de sa famille,,. Elle est jugée à Paris et obtient un verdict extrêmement clément avant d'être graciée. Elle retourne au Kenya, mais on lui demande d'en partir, considérée comme indésirable. En 1932, elle épouse Raymond de Trafford en France, mais le mariage ne dure que quelques mois. Elle retourne ensuite dans la Vallée Heureuse. Dépressive et dépendante à la morphine, elle reste au Kenya jusqu'à son suicide en 1941. Avant sa mort, elle avait été suspectée de l'assassinat de Lord Erroll.

### Frédéric de Janzé
Aristocrate breton, Frédéric de Janzé est connu en tant que sportif. À l'invitation de Josslyn et Idina Hay, il se rend avec sa femme, Alice, dans la vallée de la Wanjohi, en 1925, où il passe plusieurs mois à chasser le lion. Il a une relation amoureuse avec Idina, tandis qu'Alice en entretient une avec Josslyn,. En 1926, il retourne au Kenya avec Alice ; cette dernière tombe amoureuse de Raymond de Trafford et les deux s'enfuient brièvement. Après la tentative de meurtre d'Alice sur de Trafford, à Paris, en 1927, le couple divorce,,. Frédéric écrit ses mémoires, Vertical Land, dans lesquels il consigne ses impressions sur plusieurs des habitants de la Vallée Heureuse. En janvier 1930, il se marie avec Genevieve Willinger, de Washington, veuve de Thomas Jefferson Ryan,. Il meurt en 1933, à l'âge de 37 ans,.

### Sir JohnJockDelves Broughton
Aristocrate britannique, Jock Delves Broughton (1883–1942) se rend au Kenya avec sa femme Diana, née Caldwell, de trente ans sa cadette. Elle entretient immédiatement une relation publique avec Josslyn Hay, comte d'Erroll. Ce dernier est assassiné en janvier 1941 et Delves Broughton est accusé du meurtre, mais acquitté faute de preuves et sur le fondement de considérations balistiques. Juanita Carberry, fille de John Carberry (10e baron Carbery), affirme que Delves Broughton lui aurait confessé le meurtre peu de temps avant son arrestation.
Jock Delves Broughton retourne en Angleterre en 1942, où il se suicide,.

### Citations originelles
1. ↑  (en) « Witty, attractive, well-bred […] Happy Valleyites were relentless in their pursuit to be amused, more often attaining this through drink, drugs, and sex. »